# Hypothyris pachiteae
Hypothyris pachiteae är en fjärilsart som beskrevs av Günter Theodor Tessmann 1928. Hypothyris pachiteae ingår i släktet Hypothyris och familjen praktfjärilar. Inga underarter finns listade i Catalogue of Life.